# 15 апреля
15 апреля — 105-й день года (106-й в високосные годы) по григорианскому календарю.
До конца года остаётся 260 дней.
До 15 октября 1582 года — 15 апреля по юлианскому календарю, с 15 октября 1582 года — 15 апреля по григорианскому календарю.
В XX и XXI веках соответствует 2 апреля по юлианскому календарю.

## Праздники и памятные дни
См. также: Категория:Праздники 15 апреля

### Международные
- Международный день культуры[2].

### Национальные
- Грузия — День любви.
- КНДР — День Солнца (день рождения Ким Ир Сена).

### Религиозные

#### Католические
- Память святого Дамиана (празднование в епархии Гонолулу);
- Память святой Гунны;
- Память святого Мунда;
- Память святого Сезара де Бю.

#### Православные[3][4]
- Память преподобного Тита Чудотворца, иеромонаха (IX век)[5];
- Память мучеников Амфиана и Едесия (306)[6];
- Память мученика Поликарпа (IV век)[7];
- Иконы Божией Матери «Ключ разумения»[7].

### Именины
- Православные: Амфиан, Едесий, Поликарп, Тит[3][4].
- Католические: Василий, Вацлав, Цезарь.

## События
См. также: Категория:События 15 апреля

### До XIX века
- 1071 — город Бари — последнее владение Византии на юге Италии — сдался Роберту Гвискару, на следующий день завоеватели в него вошли[8][9].
- 1277 — битва при Эльбистане. Монгольские захватчики Абага хана проиграли армии Бахритского Кипчакского султана Байбарса I.
- 1450 — битва при Форминьи, в которой французская армия разбила английский экспедиционный корпус на континенте.
- 1638 — в результате штурма замка Хара окончательно подавлено Симабарское восстание — восстание японских крестьян, в большинстве своём христиан по вероисповеданию, начавшееся 17 декабря 1637 года (времена сёгуната Токугава).
- 1784 — в 14 часов мистер Россо и 10-летний мальчик-барабанщик взлетели на воздушном шаре с площади в Дублине (Королевство Ирландия), совершили двухчасовой полёт и приземлились в Рэтоуте. Во время полёта мальчик около часа выбивал на барабане дробь, чтобы указать местонахождение аэростата собравшейся толпе зрителей. Это был первый в Великобритании пилотируемый полёт на воздушном шаре.

### XIX век
- 1849 — освящён Большой Кремлёвский дворец в Москве.
- 1874 — в Париже, в мастерской фотографа Надара, организована первая выставка произведений художников-импрессионистов: непризнанные парижские художники К. Моне, П. Ренуар, К. Писсарро, П. Сезанн и Э. Дега открыли на бульваре Капуцинок свою собственную выставку.
- 1896 — в Афинах завершились Олимпийские игры, первые после античных времён.

### XX век
- 1912 — в Атлантическом океане в результате столкновения с айсбергом в первом же рейсе затонул пассажирский пароход «Титаник». Погибло около полутора тысяч человек.
- 1919 — на территории одноимённого ирландского графства провозглашена республика Советский Лимерик.
- 1924 — В США вышел первый в мире атлас автомобильных дорог.
- 1926
  - Постановлением Президиума ЦИК СССР определены границы северных полярных владений.
  - Состоялся первый полёт самолёта авиакомпании American Airlines.
- 1927
  - Ливень, случившийся в этот день, спровоцировал Великое наводнение на Миссисипи.
  - Швейцария и СССР установили дипломатические отношения.
- 1928 — в Таджикистане вместо арабской введена латинская графика.
- 1929 — в СССР введено государственное пенсионное обеспечение по старости.
- 1932 — журнал «Молодая гвардия» начал печатать главы романа Николая Островского «Как закалялась сталь».
- 1935 — в Вашингтоне при участии президента США Франклина Рузвельта 21 страной Панамериканского союза подписан Пакт Рериха — «Договор об охране художественных и научных учреждений и исторических памятников». Его символом стало Знамя Мира.
- 1942 — в блокадном Ленинграде восстановлено движение трамваев.
- 1950 — МВД СССР приказало оставить выселенных из Западной Украины оуновцев навечно в спецпоселениях.
- 1951 — в Лондоне Эриком Морли впервые проведён конкурс красоты формата «Мисс мира».
- 1955 — в городе Дез-Пленз, штат Иллинойс, Рэй Крок открыл свой первый ресторан «Макдоналдс».
- 1956 — в Москве пьесой Виктора Розова «Вечно живые» открыт театр «Современник»[10].
- 1971 — восстановлено телефонное сообщение между Англией и Китаем, прерванное за 22 года до этого.
- 1972 — в Корейской Народно-Демократической Республике с празднованием 60-летия Ким Ир Сена начался колоссальный культ личности с оттенками монархии.
- 1986 — США нанесли авиаудар по Ливии в ответ на террористические акции против своих граждан в Европе.
- 1988 — начались лётные испытания экспериментального самолёта Ту-155, использующего в качестве топлива водород, которые подтвердили целесообразность использования криогенного топлива.
- 1989 — давка на стадионе «Хиллсборо» в Шеффилде, 96 погибших.
- 1993 — создана нефтяная компания ЮКОС.
- 1998 — на одном из заводов Intel изготовлен последний кристалл для процессора класса Pentium. Intel окончательно переходит с производства процессоров с архитектурой P5 под разъём Socket 7 на выпуск процессоров с архитектурой P6 для разъёма Slot 1. Официально объявлен новый процессор для «массовых» пользователей — Celeron.
- 1999
  - Международная команда астрономов объявила об обнаружении больших планет у звезды Ипсилон созвездия Андромеды.
  - В Шанхае потерпел крушение самолёт McDonnell Douglas MD-11F южнокорейской авиакомпании. Погибли 8 человек, 42 получили ранения.
- 2000 — катастрофа Boeing 737 под Давао, погиб 131 человек. Это крупнейшая авиакатастрофа на Филиппинах.

### XXI век
- 2002 — катастрофа Boeing 767 в Пусане, погибли 129 человек. Крупнейшая авиакатастрофа в Южной Корее.
- 2005 — с космодрома Байконур запущен космический корабль «Союз ТМА-6».
- 2010 — президент Кыргызстана Курманбек Бакиев сложил с себя полномочия.
- 2013 — террористический акт на Бостонском марафоне.
- 2019 — разрушительный пожар в соборе Парижской Богоматери, приведший к обрушению крыши и шпиля.

## Родились
См. также: Категория:Родившиеся 15 апреля

### До XIX века
- 1452 — Леонардо да Винчи (ум. 1519), итальянский художник, скульптор, архитектор, учёный, инженер.
- 1469 — Нанак Дэв (ум. 1539), гуру, основатель сикхизма.
- 1489 — Мимар Синан (ум. 1588), турецкий архитектор и инженер.
- 1642 — Сулейман II (ум. 1691), султан Османской империи (1687—1691).
- 1646 — Кристиан V (ум. 1699), король Дании и Норвегии (с 1670), из династии Ольденбургов.
- 1659 — Адам Людвиг Левенгаупт (ум. 1719), шведский генерал.
- 1684 — Екатерина I (наст. имя Марта Самуиловна Скавронская; ум. 1727), российская императрица (1725—1727).
- 1707 — Леонард Эйлер (ум. 1783), швейцарский, немецкий и российский математик и механик.
- 1710 — Уильям Куллен (ум. 1790), шотландский врач, обосновавший «нервный принцип» регуляции всех жизненных процессов.
- 1730 — Феличе Фонтана (ум. 1805), итальянский физик, натуралист, анатом, ботаник и химик.
- 1771 — Карл Филипп цу Шварценберг (ум. 1820), австрийский фельдмаршал и президент Гофкригсрата (с 1814 года).
- 1772 — Этьенн Жоффруа Сент-Илер (ум. 1844), французский зоолог, эволюционист, предтеча учения об инволюции.
- 1793 — Василий Струве (при рожд. Фридрих Георг Вильгельм Струве; ум. 1864), немецкий и российский астроном, академик.
- 1797 — Луи Адольф Тьер (ум. 1877), французский историк и политик, первый президент Третьей республики (1871—1873).
- 1800 — Джеймс Кларк Росс (ум. 1862), британский морской офицер, исследователь Арктики и Антарктики.

### XIX век
- 1812 — Теодор Руссо (ум. 1867), французский художник-пейзажист, глава барбизонской школы живописи.
- 1820 — Эвандер Макнейр (ум. 1902), американский генерал, участник Гражданской войны в США.
- 1821
  - Фёдор Бюлер (ум. 1896), российский правовед и дипломат, глава Московского главного архива, писатель.
  - Джозеф Браун (ум. 1894), американский политик, сенатор, 42-й губернатор Джорджии.
- 1827 — Пётр Глотов (ум. 1888), генерал-лейтенант русской армии, директор Михайловского Воронежского кадетского корпуса.
- 1832 — Вильгельм Буш (ум. 1908), немецкий поэт-юморист, рисовальщик и карикатурист.
- 1843 — Генри Джеймс (ум. 1916), американский писатель.
- 1858 — Эмиль Дюркгейм (ум. 1917), французский социолог и философ.
- 1861 — Блисс Кармен (ум. 1929), канадский поэт.
- 1874
  - Джордж Шелл (ум. 1954), американский ботаник и генетик, известный созданием гибридной кукурузы.
  - Йоханнес Штарк (ум. 1957), немецкий физик, лауреат Нобелевской премии (1919).
- 1880 — Макс Вертгеймер (ум. 1943), чешский психолог, один из основателей гештальтпсихологии.
- 1886 — Николай Гумилёв (расстрелян в 1921), русский поэт, прозаик, переводчик, литературный критик, один из ведущих представителей акмеизма.
- 1887 — Николай Озеров (ум. 1953), русский советский певец, профессор Московской консерватории, народный артист РСФСР.
- 1889 — Томас Харт Бентон (ум. 1975), американский художник.
- 1890 — Иосиф Апанасенко (погиб в 1943), советский военачальник, герой Гражданской войны, генерал армии.
- 1894
  - Бесси Смит (ум. 1937), американская певица, «императрица блюза».
  - Никита Хрущёв (ум. 1971), Первый секретарь ЦК КПСС (1953—1964), Герой Советского Союза, трижды Герой Социалистического Труда.
- 1896 — Николай Семёнов (ум. 1986), русский советский физикохимик, педагог, лауреат Нобелевской премии по химии (1956).

### XX век
- 1901 — Джо Дэвис (ум. 1978), английский игрок в снукер и английский бильярд, 15-кратный чемпион мира по снукеру.
- 1904 — Аршил Горки (наст. имя Востаник Манук Адоян; ум. 1948), американский художник армянского происхождения.
- 1907 — Николас Тинберген (ум. 1988), нидерландский этолог и орнитолог, лауреат Нобелевской премии (1973).
- 1908 — Михаил Шапиро (ум. 1971), советский кинорежиссёр и сценарист.
- 1910 — Мигель Найдорф (при рожд. Мендель Найдорф; ум. 1997), аргентинский шахматист, международный гроссмейстер.
- 1912 — Ким Ир Сен (ум. 1994), корейский государственный деятель, генеральный секретарь Трудовой партии Кореи (с 1949).
- 1920 — Рихард фон Вайцзеккер (ум. 2015), немецкий политик, федеральный президент Германии (1984—1994).
- 1921 — Георгий Береговой (ум. 1995), лётчик-космонавт СССР, дважды Герой Советского Союза.
- 1930 — Жорж Декриер (наст. имя Жорж Рене Берже; ум. 2013), французский актёр театра и кино.
- 1933 — Борис Стругацкий (ум. 2012), советский писатель-фантаст, сценарист, переводчик, младший из братьев Стругацких.
- 1938 — Клаудия Кардинале, итальянская актриса кино, телевидения и озвучивания.
- 1939 — Ольга Волкова, советская и российская актриса театра и кино, народная артистка РФ.
- 1941 — Роман Балаян, советский и украинский кинорежиссёр, сценарист, продюсер.
- 1942 — Владимир Досталь, кинорежиссёр и продюсер, заслуженный работник культуры РСФСР.
- 1947 — Майк Чепмен, австралийский продюсер, автор песен, член авторского тандема «Chinnichap».
- 1949 — Алла Пугачёва, певица, композитор, продюсер, эстрадный режиссёр, народная артистка СССР.
- 1957 — Эвелин Эшфорд, американская легкоатлетка, 4-кратная олимпийская чемпионка.
- 1958 — Бенджамин Зефанайя (ум. 2023), британский растафарианский писатель и даб-поэт.
- 1959 — Эмма Томпсон, английская актриса, сценарист, лауреат премий «Оскар» (1993, 1996) и «Золотой глобус» (1993, 1996).
- 1960 — Филипп, король Бельгии с 2013 года.
- 1962 — Наваль Эль-Мутавакель, марокканская бегунья и политик, олимпийская чемпионка (1984), вице-президент МОК.
- 1965 — Линда Перри, американская рок-певица, автор песен, продюсер.
- 1966
  - Сергей Пускепалис (ум. 2022), советский и российский актёр и режиссёр театра и кино, заслуженный артист РФ.
  - Саманта Фокс, английская певица, композитор и модель.
- 1967 — Дара Торрес, американская пловчиха, 4-кратная олимпийская чемпионка.
- 1968 — Глеб Пьяных, российский журналист, телеведущий, режиссёр, сценарист и продюсер.
- 1971 — Иво Рюэгг, швейцарский бобслеист, двукратный чемпион мира.
- 1972
  - Трине Дюрхольм, датская актриса и певица.
  - Андерс Колсефни, американский певец, барабанщик и перкуссионист, бывший солист рок-группы Slipknot.
  - Алексей Потехин, российский музыкант, певец, продюсер, бывший участник группы «Руки Вверх!».
  - Артуро Гатти (ум. 2009), канадский боксёр-профессионал итальянского происхождения.
- 1974
  - Сергей Кривокрасов, советский и российский хоккеист, призёр Олимпийских игр (1998).
  - Ирина Линдт, российская актриса театра и кино.
- 1976
  - Келли Стюарт, американская актриса кино и телевидения.
  - Сьюзан Уорд, американская актриса кино и телевидения.
- 1978 — Луис Фонси (Луис Альфонсо Родригес Лопес-Сеперо), пуэрто-риканский певец, автор песен, актёр.
- 1979 — Люк Эванс, британский актёр, певец.
- 1982 — Сет Роген, канадский и американский актёр, сценарист.
- 1983
  - Алисе Брага, бразильская актриса кино и телевидения, фотомодель.
  - Илья Ковальчук, российский хоккеист, олимпийский чемпион (2018), чемпион мира (2008, 2009).
- 1990 — Эмма Уотсон, британская актриса, фотомодель.
- 1991
  - Анастасия Винникова, белорусская певица.
  - Кирилл Емельянов, российский актёр.
  - Хавьер Фернандес, испанский фигурист, чемпион мира (2015 и 2016) и 7-кратный чемпион Европы в одиночном катании.
- 1992 — Эми Даймонд, шведская певица.
- 1993 — Мэйделин Мартин, американская актриса.
- 1994
  - Мая Дальквист, шведская лыжница, трёхкратный призёр Олимпийских игр, двукратная чемпионка мира.
  - Шона Миллер-Уйбо, багамская бегунья, олимпийская чемпионка на дистанции 400 м (2016, 2020).
- 1999
  - Стефания Константини, итальянская кёрлингистка, олимпийская чемпионка (2022).
  - Денис Шаповалов, канадский теннисист.

## Скончались
См. также: Категория:Умершие 15 апреля

### До XIX века
- 1132 — Мстислав Владимирович (р. 1076), великий князь киевский (1125—1132), православный святой, благоверный.
- 1622 — Леандро Бассано (р. 1557), венецианский художник.
- 1641 — Доменикино (настоящее имя Доменико Дзампьери; р. 1581), итальянский художник болонской школы.
- 1659 — Симон Дах (р. 1605), немецкий поэт.
- 1697 — Карл XI (р. 1655), король Швеции (1660—1697).
- 1757 — Розальба Каррьера (р. 1675), итальянская художница и миниатюристка Венецианской школы, представительница стиля рококо.
- 1763 — Фёдор Волков (р. 1729), русский актёр и театральный деятель, основатель русского театра.
- 1764 — Маркиза де Помпадур (р. 1721), фаворитка французского короля Людовика XV.
- 1765 — Михаил Васильевич Ломоносов (р. 1711), первый русский учёный-естествоиспытатель мирового значения, поэт, художник, историк и философ.

### XIX век
- 1808 — Юбер Робер (р. 1733), французский художник-пейзажист.
- 1847 — Станислав Бонифацы Юндзилл (р. 1761), польско-литовский учёный-естествоиспытатель, натуралист, педагог.
- 1859 — Иван Пущин (р. 1798), русский поэт, мемуарист, декабрист, лицейский друг А. С. Пушкина.
- 1865 — Авраам Линкольн (р. 1809), 16-й президент США (1861—1865).
- 1881 — в Санкт-Петербурге казнены народовольцы — участники покушения на императора Александра II:
  - Андрей Желябов (р. 1851), один из организаторов убийства императора;
  - Николай Кибальчич (р. 1853), русский изобретатель и террорист;
  - Тимофей Михайлов (р. 1859);
  - Софья Перовская (р. 1853), руководительница убийства;
  - Николай Рысаков (р. 1861), один из двух непосредственных исполнителей убийства.
- 1888 — Мэтью Арнолд (р. 1822), английский поэт, литературовед, культуролог.
- 1894 — Жан Шарль Галиссар де Мариньяк (р. 1817), швейцарский химик, открывший иттербий.

### XX век
- 1902 — Дмитрий Сипягин (р. 1853), российский государственный деятель, министр внутренних дел (1899—1902).
- 1911 — Анна Жюдик (настоящее имя Анна-Мари-Луиза Дамьен; р. 1850), французская артистка оперетты.
- 1913 — Габдулла Тукай (наст. фамилия Тукаев; р. 1886), татарский народный поэт, литературный критик, публицист, переводчик.
- 1918 — Иван Нечуй-Левицкий (р. 1838), украинский писатель, публицист, переводчик.
- 1925
  - Джон Сингер Сарджент (р. 1856), американский живописец.
  - Гани Муратбаев (р. 1902), общественный деятель, основатель комсомола в Казахской АССР.
- 1927 — Гастон Леру (р. 1868), французский писатель, автор романа «Призрак оперы», который экранизировался 8 раз.
- 1935 — Анна Анкер (р. 1859), датская художница, представительница группы Скагенских художников.
- 1938 — Сесар Вальехо (р. 1892), перуанский поэт.
- 1939 — расстрелян Георгий Надсон (р. 1867), российский и советский ботаник, микробиолог и генетик.
- 1942 — Роберт Музиль (р. 1880), австрийский писатель, драматург, эссеист.
- 1943 — Аристарх Лентулов (р. 1882), русский советский художник, один из основателей группы «Бубновый валет».
- 1944
  - Николай Ватутин (р. 1901), советский военачальник, Герой Советского Союза.
  - Джованни Джентиле (р. 1875), итальянский философ, министр образования в правительстве Муссолини.
- 1949 — Уоллес Бири (р. 1885), американский актёр театра и кино, режиссёр, сценарист.
- 1951 — Сэмюэл Дункан Блэк (р. 1883), американский изобретатель и бизнесмен, один из создателей современной электродрели.
- 1952 — Виктор Чернов (р. 1873), русский политик, мыслитель, один из основателей партии социалистов-революционеров.
- 1953 — Хюгель, Густав (р. 1871), австрийский фигурист, выступавший в одиночном катании. Трёхкратный чемпион мира (1897, 1899 и 1900 годы), чемпион Европы 1901 года.
- 1967 — Тото (настоящее имя Антонио Клементе; р. 1898), итальянский киноактёр, комик.
- 1969 — Константин Пипинашвили (р. 1912), грузинский кинорежиссёр и сценарист.
- 1977 — Антонина Скрябина (р. 1894), советский педагог, общественный деятель.
- 1980 — Жан Поль Сартр (р. 1905), французский философ, писатель, драматург.
- 1983
  - Дьюла Ийеш (р. 1902), венгерский поэт, писатель, переводчик и общественный деятель.
  - Вера Фаддеева (р. 1906), советский математик, лауреат Государственной премии СССР.
  - Николай Якушев (р. 1916), русский советский поэт.
- 1984 — Константин Иванов (р. 1907), дирижёр, композитор, народный артист СССР.
- 1986
  - Сергей Анохин (р. 1910), заслуженный лётчик-испытатель СССР, Герой Советского Союза.
  - Жан Жене (р. 1910), французский писатель, поэт и драматург.
- 1989 
  - Ху Яобан (р. 1915), генеральный секретарь компартии Китая (1980—1987).
  - Бернар-Мари Кольтес (р. 1948), французский драматург.
- 1990 — Грета Гарбо (урожд. Грета Ловиса Густафссон; р. 1905), шведская и американская киноактриса, лауреат премии «Оскар» (1954).
- 1992 — Ген Шангин-Березовский (р. 1930), советский учёный-биолог, бард, автор и исполнитель собственных песен.
- 1997 — Зденек Млынарж (р. 1930), чешский политик, лидер Пражской весны, один из авторов «Хартии 77».
- 1998
  - Валентин Берестов (р. 1928), советский детский поэт и писатель.
  - Пол Пот (наст. имя Салот Сар; р. 1925), камбоджийский политик, вождь «красных кхмеров».
- 2000 — Эдвард Гори (р. 1925), американский писатель и художник, книжный иллюстратор в стиле «чёрного юмора».

### XXI век
- 2001 — Джоуи Рамон (наст. имя Джеффри Росс Хайман; р. 1951), американский музыкант, автор песен, вокалист панк-рок-группы «Ramones».
- 2002
  - Елена Вентцель (р. 1907), советский математик, профессор, автор учебников по теории вероятностей.
  - Деймон Найт (р. 1922), американский писатель-фантаст, критик.
- 2003 — Василий Петров (р. 1922), артиллерист, дважды Герой Советского Союза.
- 2010 — Тельман Адыгёзалов (р. 1953), актёр театра и кино, народный артист Азербайджана.
- 2012 — Александр Пороховщиков (р. 1939), советский и российский актёр театра и кино, кинорежиссёр, сценарист, народный артист РФ.
- 2017 — Эмма Морано (р. 1899), итальянская долгожительница, на момент смерти — старейший житель Земли.
- 2018
  - Витторио Тавиани (р. 1929), итальянский кинорежиссёр и сценарист.
  - Ли Эрми (р. 1944), американский актёр, ведущий телепередач на военную тематику.
- 2021 — Александр Лохтачев (р. 1948), советский и российский скульптор, заслуженный художник РФ.
- 2022 — Борис Заволокин (р. 1939), советский и российский актёр, народный артист РСФСР.
- 2024
  - Анатолий Квочур (р. 1952) советский и российский лётчик, Герой Российской Федерации (1992), заслуженный лётчик-испытатель СССР (1990), полковник.
  - Йосип Манолич (р. 1920), хорватский государственный и политический деятель, первый председатель независимого правительства Хорватии (1990—1991), являлся рекордсменом-долгожителем среди бывших лидеров государств и единственным из них, кто прожил 104 года.
  - Збигнев Миколейко (р. 1951), польский философ, историк религии и идеи, эссеист, педагог.
  - Рейта (наст. имя Акира Судзуки; р. 1981), бас-гитарист японской вижуал-кей группы the Gazette.
  - Бернд Хёльценбайн (р. 1946), немецкий футболист, играл на позиции полузащитника. Чемпион мира (1974).

## Народный календарь, приметы и фольклор Руси
Поликарпов день. Бесхлебица. Барыш-день. Тит Ледолом.
- На Руси подмечали: если лёд на озёрах затонет — жди тяжёлого года. Поговаривали: «Тит пусть водой бурлит, чтоб лёд не тонул».
- В Барыш-день следили за поведением птиц: крик коростеля предвещает добрый урожай летом, а коли раньше закричит перепел, значит будут хорошие хлеба и много травы на лугах[11].
- С этого дня начинается интенсивное токование глухарей.
- Коли лёд не ушёл, рыба будет ловиться плохо.
- Если весенняя вода течёт медленно — народу тяготы.
- В Тит-Поликарпов день начало бесхлебицы.
- Этот день назывался в среде торговцев — «Барыш-день», он праздновался особенно усердно, дабы не упустить прибыль в течение всего года[12].